# Abbranderscheinung
Unter Abbranderscheinungen werden alle Veränderungen in einem Brandobjekt gezählt, die durch die Einwirkungen der Flammen, der Hitze und des Rauches auf die vorhandenen brennbaren sowie auch nichtbrennbaren Stoffe entstehen. Die Abbranderscheinungen sind vielfältig: Verkohlung und Waffelbildung am Holz, Rußfahnen über Gebäudeöffnungen, Schwelgasniederschläge, Abplatzungen an Beton, Putz und Mauerwerk, Ein- und Durchbrennungen, Ausglühen und Verbiegungen an Eisenteilen usw. Das Institut für polizeiliche Aus- und Fortbildung (IpAF) in Güstrow definiert für die Kriminalistik die Begriffe Brandzehrung (häufige Falschschreibung: Brandzerrung) als das Ausmaß des Abbrandes an festen Stoffen, sowie die Brandnarbe als die Oberfläche und Tiefe des Abbrandes, also das Erscheinungsbild der Zerstörung. Im Bereich der Forensik werden wissenschaftliche Untersuchungen durchgeführt, um aus der Brandzehrung das Brandgeschehen zu rekonstruieren.
Das Brandspurenbild ist ein wichtiges Hilfsmittel für die Brandursachenermittlung. Es kann Aufschluss geben über die Lage des Brandausbruchs, die Brandentwicklung und die Branddauer. Die Analyse des Brandspurenbildes ist ein komplexer Vorgang, der Erfahrung und Fachwissen erfordert. Die im Brandspurenbild sichtbaren thermisch bedingten Spuren entstehen durch die Hitze des Brandes. Sie können sich in verschiedenen Formen und Ausprägungen zeigen, z. B. als:
- Schmelzspuren
- Putzabplatzungen
- Betonabplatzungen
- Mauerwerksverfärbungen
- thermische Wirkungen an Menschen und deren Kleidung
- Verformungen an Metallen und Nichtmetallen.

Die Lage dieser Spuren im Brandraum ist ein wichtiger Hinweis auf die Temperaturverteilung im Brandraum. In der Regel sind die Temperaturen in der Nähe des Brandausbruchs am höchsten. Mit zunehmender Entfernung vom Brandausbruch sinken die Temperaturen. Die Lage und Größe der Zonen gleicher oder ähnlicher Temperaturen hängen von verschiedenen Faktoren ab, z. B.:
- Art der Brandlast
- Brandlastdichte
- Lage der Brandlast
- Raumgeometrie
- Lage und Größe der Raumöffnungen.

Bei der Analyse des Brandspurenbildes ist es wichtig, diese Faktoren zu berücksichtigen. Hier sind einige Beispiele für die Interpretation des Brandspurenbildes:

## Anlauffarben
Anlauffarben sind oberflächliche, irisierende bunte Färbungen eines Stoffes, die durch Interferenz an dünnen Schichten entstehen. Sie finden sich hauptsächlich bei Metallen, aber auch auf Mineralen. Bei Bränden entstehen Anlauffarben auf Metallen, wenn diese Temperaturen von über 500 °C erreichen. Die Farbe der Anlauffarbe hängt von der Art des Metalls und der Temperatur ab. Bei der Analyse von Anlauffarben werden folgende Faktoren berücksichtigt:
- Art des Metalls: Das Metall, das Anlauffarben zeigt, gibt einen ersten Hinweis auf die Temperatur, die im Brandraum geherrscht hat.
- Farbe der Anlauffarbe: Die Farbe der Anlauffarbe kann Hinweise auf die Temperatur und die Dauer der Wärmeeinwirkung geben.
- Dicke der Anlauffarbe: Die Dicke der Anlauffarbe kann Hinweise auf die Dauer der Wärmeeinwirkung geben.
- Beispiele für Anlauffarben
  - Stahl: Stahl bildet bei Temperaturen von etwa 200 °C eine blassgelbe Anlauffarbe, bei etwa 300 °C eine kornblumenblaue Anlauffarbe und bei etwa 500 °C eine graue Anlauffarbe.
  - Aluminium: Aluminium bildet bei Temperaturen von etwa 300 °C eine goldene Anlauffarbe.
  - Kupfer: Kupfer bildet bei Temperaturen von etwa 500 °C eine rötliche Anlauffarbe.
- Spuren eines Metallbrandes: Bei einem Metallbrand entstehen sehr hohe Temperaturen. Diese Temperaturen können zu einer intensiven Zerstörung von Bauteilen führen. Beispiele für Spuren eines Metallbrandes sind:
  - Intensive Zerstörung: Die Bauteile sind stark beschädigt oder zerstört.
  - Schmelzspuren: Die Bauteile sind geschmolzen.
  - Verglasungen: Die Bauteile haben eine glasartige Oberfläche.

## Brandnarben, Ein- und Verbrennungen
Durch thermische Belastung verändern Werkstoffe ihre Topographie oder Morphologie. Diese Veränderungen bleiben bei nichtschmelzenden Feststoffen teilweise erhalten und können nach dem Ablöschen eines Brandes zur Beurteilung des Brandgeschehens herangezogen werden. Die auffälligsten Spuren entstehen bei der thermischen Belastung von Holzoberflächen und duroplastischen Kunststoffen. An der Oberfläche kommt es zur Verbrennung der brennbaren flüchtigen Substanzen (Pyrolyse) und auch zu einer Zerstörung oberflächennaher Schichten. Mit der Fortdauer der thermischen Exposition schreitet der Pyrolyseprozess sukzessive in tiefere Schichten vor und hinterlässt eine mechanisch relativ stabile Verkohlungsschicht. In Abhängigkeit von der Expositionsdauer, der Intensität der thermischen Exposition und den Materialeigenschaften des Holzes bilden sich unterschiedlich starke Kohleschichten aus. Diese Kohleschichten sind stark strukturiert und durchsetzt von Spalten bzw. Rissen. Dieses Erscheinungsbild der oberflächennahen Zerstörung wird als Brandnarbe oder allgemeiner auch als Brandzehrung bezeichnet. Brandnarben bei Holz weisen in der Regel drei aufeinander folgende Schichten auf:
- Geschwärzte Brandnarbe (Holzkohle; Pyrolysekohle)
- Gebräunte Übergangszone der Pyrolyse
- Unversehrtes Holz

Die Übergangszone erscheint im Schnitt insbesondere nach einer intensiven Hitzeeinwirkung schmal (großer Farbgradient), während sie bei einer lang andauernden aber eher mäßigen thermischen Belastung breiter sein kann (geringer Farbgradient). Nach einem Brand kann durch Bestimmen der Brandnarbentiefe eine wesentliche Information über das Brandgeschehen erzielt werden. So kann die Tiefe der Pyrolysekohleschicht durch vollständiges Abtragen der spröden Brandnarbe ermittelt werden. Auch das Einstechen spitzer Gegenstände oder die Zuhilfenahme einer Schiebelehre kann zur Bestimmung der Verkohlungstiefe herangezogen werden. Die Lage der vormaligen Holzoberfläche kann bei Berücksichtigung der vorhandenen unversehrten Oberflächen im Nahbereich der Brandnarbe oder durch die Länge der vom Brand freigelegten Nägel oder Schrauben bestimmt werden. Ein senkrechter Schnitt durch die Holzproben liefert das Querschnittsbild der drei genannten Schichten, mittels mehrerer Schnitte kann ein Schädigungsprofil auf der Holzoberfläche abgeleitet werden. Zur Bestimmung der Brandnarbentiefe bzw. der Einwirkungsdauer eines Feuers kann die lineare Abbrandgeschwindigkeit genutzt werden. Die lineare Abbrandgeschwindigkeit ist definiert als die Geschwindigkeit, mit der sich die Brandnarbentiefe mit der Zeit ändert. Brandnarben können an verschiedenen Stellen und Objekten auftreten. So können sie beispielsweise an Holzoberflächen, Kunststoffoberflächen, Textilien oder an Bauteilen gefunden werden. Beispiele für Brandnarben an Holzoberflächen sind Brandnarben an Türen, Fenstern oder Möbeln, Holzbalken oder -konstruktionen oder an Holzfußböden. Bei der Auswertung von Brandnarben ist es wichtig, die folgenden Faktoren zu berücksichtigen:
- Die Art des Materials, an dem die Brandnarbe entstanden ist
- Die Tiefe der Brandnarbe
- Die Breite der Übergangszone
- Die Form der Brandnarbe.[2]

## Korrosionsspuren
Korrosion ist eine chemische oder elektrochemische Reaktion eines Werkstoffes mit seiner Umgebung. Sie führt zu einer Veränderung des Werkstoffes und kann zu einer Beeinträchtigung seiner Funktion führen. Sie können helfen, die Stelle des Brandausbruchs, die Brandentwicklung und die Branddauer zu bestimmen.
- Rostbildung an Metallen: Rostbildung ist eine Form der Sauerstoffkorrosion. Sie tritt bei Metallen auf, die mit Sauerstoff in Berührung kommen.
- Fressen an Metallen: Fressen ist eine Form der Kontaktkorrosion. Es tritt bei Metallen auf, die miteinander in Berührung kommen und dabei eine elektrochemische Reaktion hervorrufen.
- Lochfraßkorrosion: Lochfraßkorrosion ist eine Form der Spannungsrisskorrosion. Sie tritt bei Metallen auf, die unter Spannung stehen und dabei in Kontakt mit einer Flüssigkeit kommen.

## Rußbildung und Rauchfahnen
Rauchfahnen sind ein typisches Merkmal von Bränden. Sie entstehen, wenn die Rauchgase aus dem Brandherd aufsteigen und sich in der Atmosphäre verteilen. Die Farbe und die Form der Rauchfahne und die Analyse von Rußrückständen an einem Brandort können Hinweise auf die Art des Brandes und die Brandintensität geben.
- Rußbildung: Ruß ist ein schwarzes, ascheähnliches Pulver, das bei unvollständiger Verbrennung von organischen Materialien entsteht. Er besteht hauptsächlich aus Kohlenstoffpartikeln, die durch die Verbrennung nicht vollständig oxidiert wurden. Ruß ist ein gefährlicher Schadstoff, der die Luftqualität beeinträchtigen und zu Gesundheitsproblemen führen kann.
- Rußbildung bei Bränden: Bei Bränden entsteht Ruß durch die unvollständige Verbrennung von Brennstoffen wie Holz, Kohle, Öl oder Gas. Die Rußbildung ist umso größer, je unvollständiger die Verbrennung ist. Dies kann durch verschiedene Faktoren verursacht werden, wie zum Beispiel:
  - Unzureichende Luftzufuhr: Wenn der Brennstoff nicht ausreichend mit Sauerstoff versorgt wird, kann er nicht vollständig verbrennen.
  - Feuchte Brennstoffe: Feuchte Brennstoffe enthalten mehr Wasser, das bei der Verbrennung verdampft und die Verbrennung erschwert.
  - Verschmutzte Brennstoffe: Verschmutzte Brennstoffe enthalten Schadstoffe, die die Verbrennung stören.
- Rußbildung in Rauchfahnen: Ruß in Rauchfahnen ist ein Indikator für eine unvollständige Verbrennung. Wenn die Rauchfahne schwarz ist, bedeutet dies, dass eine große Menge Ruß in der Atmosphäre freigesetzt wird. Dies kann ein Hinweis auf einen Brand sein, der mit unzureichender Luftzufuhr, feuchten Brennstoffen oder verschmutzten Brennstoffen brennt.
- Tür- und Fensteröffnungen: Nach Brandentstehung werden Türen, Fenster und die daran befindlichen Beschläge und Verschlüsse durch Personen im Allgemeinen nicht mehr verändert. Durch die konzentrierte Einwirkung von Wärme und Rauchgasen sind Verschlusseinrichtungen Belastungen ausgesetzt, wodurch sich deren Form und die Lage ändern und spezielle Einbrennspuren und Rauchgasniederschläge entstehen können. Dem Brand direkt ausgesetzte Bauteile werden thermisch beschädigt. Geschützte oder abgedeckte Teile grenzen sich deutlich von ungeschützten ab, wie bei Rußspuren an Schließriegeln ebenso bei Ein- und Verbrennungen an Falzen von Türen und Fenstern mit Holzrahmen zu. Während bei geschlossenen Fenster- oder Türflügeln die Innenseiten der Falze oft noch gut erhalten sind, sind sie bei geöffnetem Flügel rußbelastet oder stark brandgeschädigt.
- Bei Türschlössern, Schlüsseln, Türbändern und ähnlichen Teilen kann die Lage Hinweise darauf geben, ob die Türen während des Brandes offen oder geschlossen waren. Wenn ein Türschloss direkt neben dem entsprechenden Türzargenrest gefunden wird, lässt dies auf eine geschlossene Tür schließen. Wird das Türschloss im Rauminneren mit einem deutlichen Abstand zum Türrahmen gefunden wird, ist anzunehmen, dass die Tür während des Brandes offen stand. Es ist allerdings zu beachten, dass durch Einsturz, Teilabbrand oder Löscharbeiten ebenfalls Lageveränderungen hervorgerufen werden können. Bei Fenstern ist es wichtig, die Form der Scherbenreste und mögliche Rauchgasniederschläge zu untersuchen. Die Form der Scherbenreste kann Hinweise auf die Art des Bruches geben. Rauchgasniederschläge können Hinweise auf die Richtung der Rauchgasströmung geben. Wenn die im Brandschutt zuunterst liegenden Scherben von Einfachverglasungen nicht berußt sind, bedeutet dies, dass die Scheibe vor dem Brand eingeschlagen wurde. Dies liegt daran, dass die Berußung durch Ruß verursacht wird, der sich auf der Oberfläche der Scheibe absetzt, wenn sie durch Feuer erhitzt wird. Wenn die Scheibe bereits vor dem Brand eingeschlagen wurde, hatte sie keine Zeit, sich zu berußen. Wenn Glasscheiben mit einseitiger Berußung im oder auf dem Brandschutt liegen, bedeutet dies, dass die Scheibe von einer Seite her durch Feuer erhitzt wurde. Dies kann durch einen Brand im Raum oder Gebäude geschehen, in dem sich die Scheibe befindet, oder durch einen Brand, der sich im Freien befindet und die Scheibe erreicht.[2]

## Schmelzspuren
Schmelzspuren entstehen, wenn Materialien, z. B. Metalle, Kunststoffe oder Glas, schmelzen. Das Material, das geschmolzen ist, gibt einen ersten Hinweis auf die meist hohen Temperatur, die im Brandraum geherrscht hat. Die Schmelztemperatur eines Materials ist ein Anhaltspunkt für die Temperatur, die im Brandraum geherrscht hat. Bei Metallen kann die Schmelztemperatur relativ genau bestimmt werden. Bei Kunststoffen und Glas ist die Schmelztemperatur dagegen nicht so genau definiert. Die Größe der Schmelzspur gibt einen Hinweis auf die Dauer der Wärmeeinwirkung. Die Form der Schmelzspur kann Hinweise auf die Richtung der Wärmeeinwirkung geben. Wenn z. B. ein Metallteil von einer Seite her geschmolzen ist, ist dies ein Hinweis darauf, dass die Wärme von dieser Seite her auf das Teil eingewirkt hat.
- Schmelzende Metallteile: Metallteile schmelzen bei Temperaturen ab etwa 500 °C. Bei Bränden können Metallteile in der Nähe des Brandausbruchs schmelzen.
- Schmelzende Kunststoffteile: Kunststoffteile schmelzen bei Temperaturen ab etwa 100 °C. Bei Bränden können Kunststoffteile in der Nähe des Brandausbruchs oder in Bereichen mit hoher Brandlast schmelzen.
- Schmelzendes Glas: Glas schmelzt bei Temperaturen ab etwa 1.000 °C. Bei Bränden können Glasteile in der Nähe des Brandausbruchs oder in Bereichen mit hoher Brandlast schmelzen.

## Spuren an mineralischen Werkstoffen und Mauerwerksverfärbungen
Bei einem Brand entstehen an mineralischen Werkstoffen wie Beton, Mauersteinen, Putz und Sand verschiedene Spuren, die Aufschluss über die Brandintensität und die Brandursache geben können.
- Brandbedingte Abplatzungen:  Unregelmäßige Abplatzungen an der Oberfläche von Beton, Mauersteinen, Putz oder Sand. Bedingt durch die Wärmewirkung des Brandes entstehen in mineralischen Werkstoffen mechanische Spannungen, die zum Abplatzen der Oberfläche führen können. Diese Abplatzungen sind in der Regel großflächig und haben unregelmäßige Formen. Die Abplatzungen entstehen, weil die verschiedenen Bestandteile des mineralischen Werkstoffs unterschiedlich stark expandieren. Die Ausdehnungskoeffizienten der einzelnen Bestandteile sind in der Regel so unterschiedlich, dass die Spannungen, die durch die Wärmewirkung entstehen, nicht mehr aufgenommen werden können.
- Löschwasserbedingte Abplatzungen: Abplatzungen mit glattem Rand und kreisrunder oder ovaler Form. Wenn ein Brand mit kaltem Löschwasser gelöscht wird, kann es zu zusätzlichen Abplatzungen an den mineralischen Werkstoffen kommen. Dies liegt daran, dass die erwärmten Bauteile durch das kalte Löschwasser sehr schnell abkühlen. Die entstehenden Spannungen können so groß sein, dass es zu Abplatzungen kommt.
- Schleif- und Bruchspuren: Schleifspuren entstehen, wenn zwei Gegenstände aneinander reiben. Schleifvorgänge können bei Bränden als Zündquelle in Erscheinung treten. Wenn beispielsweise heiße Funken oder Metallspäne entstehen, können sie sich entzünden und einen Brand verursachen. Brüche von Bauteilen können ebenfalls zu Störungen in technischen Geräten führen, die wiederum brandauslösend wirken können. Sie können charakteristische Merkmale aufweisen, wie z. B.:
- Riefen: Riefen sind parallele Furchen, die durch das Reiben entstehen.
- Materialverfrachtung: Materialverfrachtung ist die Verschiebung von Material durch das Reiben.
- Anlauffarben: Anlauffarben sind oberflächliche, irisierende bunte Färbungen, die durch die Oxidation von Metallen entstehen.
- Schmelzerscheinungen:  Verglasungen oder partielle Ausschmelzungen an der Oberfläche von mineralischen Werkstoffen. Bei einer längerfristigen Brandbelastung mit Temperaturen über 800 °C können an mineralischen Werkstoffen Schmelzerscheinungen auftreten. Dies geschieht, wenn die einzelnen Bestandteile des Werkstoffs so stark erhitzt werden, dass sie schmelzen. Die Schmelzerscheinungen können in Form von Verglasungen oder partiellen Ausschmelzungen auftreten.
- Thermische Wirkungen an Menschen und deren Kleidung können schwere Verletzungen oder sogar den Tod verursachen. Sie sind ein Hinweis auf eine starke Brandentwicklung.
- Wärmerisse sind feine Risse in Glas, die durch Hitze verursacht werden. Sie entstehen, wenn das Glas durch Hitze expandiert und sich anschließend wieder zusammenzieht. Wärmerisse sind ein typisches Merkmal von Glas, das durch Feuer zerstört wurde.

## Verformungen an Metallen
Verformungen an Metallen deuten auf hohe Temperaturen hin. In der Regel sind diese Verformungen in der Nähe des Brandausbruchs zu finden.
- Ausdehnung: Metallteile dehnen sich unter Hitzeeinwirkung aus. Dies kann zu verschiedenen Schäden führen, wie Verschiebungen von Bauteilen, Verformungen von Bauteilen oder Rissen in Bauteilen. Bei langen Stahlträgern kann die Ausdehnung dazu führen, dass die Träger das Mauerwerk an den Auflagern aus dem Verbund drücken. Dies ist ein Hinweis auf die Stelle der höchsten thermischen Belastung.
- Deformation: Metallteile verlieren unter Hitzeeinwirkung ihre mechanische Festigkeit. Dies führt dazu, dass sie sich unter Last verformen. Der Vergleich zwischen verformten und unversehrten Teilen ergibt Hinweise auf die Stelle der höchsten Wärmebelastung. Bei Stahlkonstruktionen liegt die kritische Temperaturgrenze bei etwa > 550 °C.
- Konvexe und konkave Verformung:  Wenn die Wärme nur von einer Seite auf das Metall wirkt, dann stellt sich in Richtung der Wärmequelle eine konvexe Verformung ein. Dies ist der Fall, weil sich die erwärmte Seite des Metalls ausdehnt, während die andere Seite nicht mitwächst. Mechanische Spannungen oder Belastungen im Material können auch eine konkave Verformung hervorrufen. Dies ist der Fall, wenn die Spannungen oder Belastungen größer sind als die Zugfestigkeit des Materials.
- Zerplatzen von Behältern: Geschlossene Behälter mit Flüssigkeiten oder Gasen können sich durch den entstehenden Binnendruck dehnen und unter Umständen sogar aufreißen (Zerknall). Das schlagartig freigesetzte Füllgut kann, wenn es brennbar ist, zu einer explosionsartigen Brandintensivierung beitragen. Beispiel: Ein Flüssiggasbehälter, der sich im Brandraum befindet, kann durch die Hitze des Brandes aufreißen. Das freigesetzte Flüssiggas entzündet sich und es kommt zu einer Explosion. Diese Explosion kann zu weiteren Schäden führen, z. B. zu Gebäudebränden oder Verletzungen von Personen.[3]